# 周大荣
周大荣（1930年9月—），男，汉族，福建厦门人，中华人民共和国昆虫学家、政治人物。曾任中国植物保护学会理事长、名誉理事长。第七、八、九届全国政协委员。